# 小柳朋恵
小柳 朋恵（こやなぎ ともえ、1996年4月26日 - ）は日本の元アイドル。長崎県出身。元アリスプロジェクト所属。

## 人物
地元の長崎から2万円だけ持って、中学卒業してすぐ一人で上京した。元ヤンキーであるとし、へたれヤンキーと称している。フランスのクォーターである。
趣味・特技：コラムを書くこと、メンバーの下着を漁ること、ブリッジ、ダンス
好きな食べ物は海老フライ。
好きなアイドルは乃木坂46の中田花奈。
2015年2月23日突如自身のブログにて卒業を発表。

## ユニット活動
- 仮面女子
- スチームガールズ（2015年2月14日ラスト）
- アリスオブナイトメア
- ぴゅあふる
- OZ （2012年10月卒業）

## 出演

### テレビ番組
- 東京一人暮らし2014 仮（テレビ朝日）
- がんばれプアーズ!（テレビ東京）
- ドキュメント72時間 "地下アイドル"の青春（2013年6月21日、NHK総合）
- タカトシの涙が止まらナイト（テレビ東京）
- ビートたけしのTVタックル（テレビ朝日）
- 『ぷっ』すま（テレビ朝日）
- 東京マキタスポーツ（テレビ東京)
- 仮面女子のやっぱ全力だね～!（2015年1月7日 - 、テレビ東京）[3]

### イベント
- トムクルーズ主演アウトロージャパンプレミアゲスト出演

### インターネット
- アリスプロジェクトのODAIBAジャック!（ODAIBA.TV）
- クロちゃんとアリス十番のAKIBAでダイブ!（あっ!とおどろく放送局）
- クロちゃんのAKIBAでダイブ!（@TV）

### CM
- 「声優のたまご」街頭ヴィジョン用CM

## 雑誌
- 「J-POP GIRLS キュン！」（株式会社トラッシュ）
- 「週刊大衆ヴィーナス」（双葉社）

### 映画
- 「クレヴァニ、愛のトンネル」[4]